# Sa'adatshahr
Sa'ādatshahr (farsi سعادت‌شهر) è il capoluogo dello shahrestān di Pasargad, circoscrizione Centrale, nella provincia di Fars. Aveva, nel 2006, una popolazione di 15.947 abitanti. 
Nel 2007, alcuni scavi nei pressi della città hanno portato alla luce un diga in terra e un canale in pietra di 36 km risalenti alla dinastia achemenide (550-330 a.C.).